# 관저 (시)
《관저》(關雎)는 물수리란 뜻으로, 중국의 고전인 시경(詩經) 주남편(周南篇)에 시의 한 종류인 국풍(國風)으로 쓰인 시이다.

## 관련 지명
- 대전광역시 서구 관저동

## 같이 보기
- 공자
- 춘추 시대